# 英德协定
英德协定是1900年10月16日英德两国签订的关于中国问题的协定，亦是英德两国瓜分扬子江流域的协定。
此协定属于门户开放政策的一种，亦与1899年美国国务卿海约翰提出的门户开放政策遥相呼应。

## 协定背景
19世纪末20世纪初，世界各地已被列强瓜分殆尽，而“在世界上其他地方已经瓜分完毕的时候，争夺这些半独立国的斗争一定会特别尖锐起来”。中国当时就属于半独立国，内部抵抗列强侵略的运动也愈演愈烈，1900年前后更是爆发了义和团运动，这使得列强需要一种新的方式去维护其在华利益。

## 主要内容
兩國协定概要如下：
1. 将中国之江河及沿海各口岸各国贸易及其他正当经济活动，自由开放，毫无差别，此为列强之共同永久利益；两国政府相约凡其势力所能及，对于一切中国领土均应遵守此原则。
2. 德帝国政府与英女王陛下政府不得利用现时之纷扰在中国获得任何领土利益，其政策应以维持中国领土不变更为指归。
3. 若他国利用中国现时之纷扰，无论用何种方式，欲获得领土利益时，两缔约国关于为保护本国在华利益所采之步骤应保留初步之谅解。
4. 两国政府应将本协定通知其他关系列强，如奥，法，意，日，俄，美等国，并请其接受本协定所采原则。